# Lencloître
Lencloître est une commune du Centre-Ouest de la France, située dans le département de la Vienne en région Nouvelle-Aquitaine.

## Géographie

### Localisation
La commune est située à 30 km au nord de Poitiers, préfecture de la Vienne, par la route départementale D 757 reliant Migné-Auxances, commune de l'agglomération de Poitiers à Richelieu en Indre-et-Loire et à 18 km de Châtellerault, ville la plus proche, par la D 725 menant cette dernière à Bressuire dans les Deux-Sèvres.
Le bourg, situé à un carrefour passager au milieu d'un pays voué aux cultures légumières et maraîchères, est animé par ses foires et ses marchés réputés, qui, jadis, attiraient presque tous les paysans du Haut Poitou.
La commune comprend également quelques hameaux comme Boussageau, Sautard et La Coue.

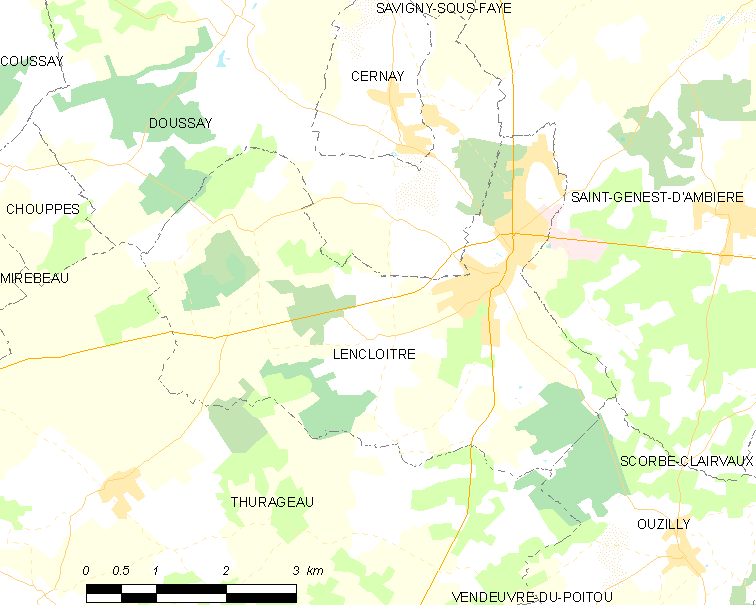
Carte du Lencloîtrais avec Lencloître et ses communes voisines.

### Communes limitrophes
Les communes les plus proches de Lencloître sont Saint-Genest-d'Ambière, Cernay, Doussay et Ouzilly.
| Doussay Cernay | Saint-Genest-d'Ambière | Saint-Genest-d'Ambière |
| Doussay        | Lencloître             | Saint-Genest-d'Ambière |
| Thurageau      | Thurageau              | Ouzilly                |

### Hydrographie

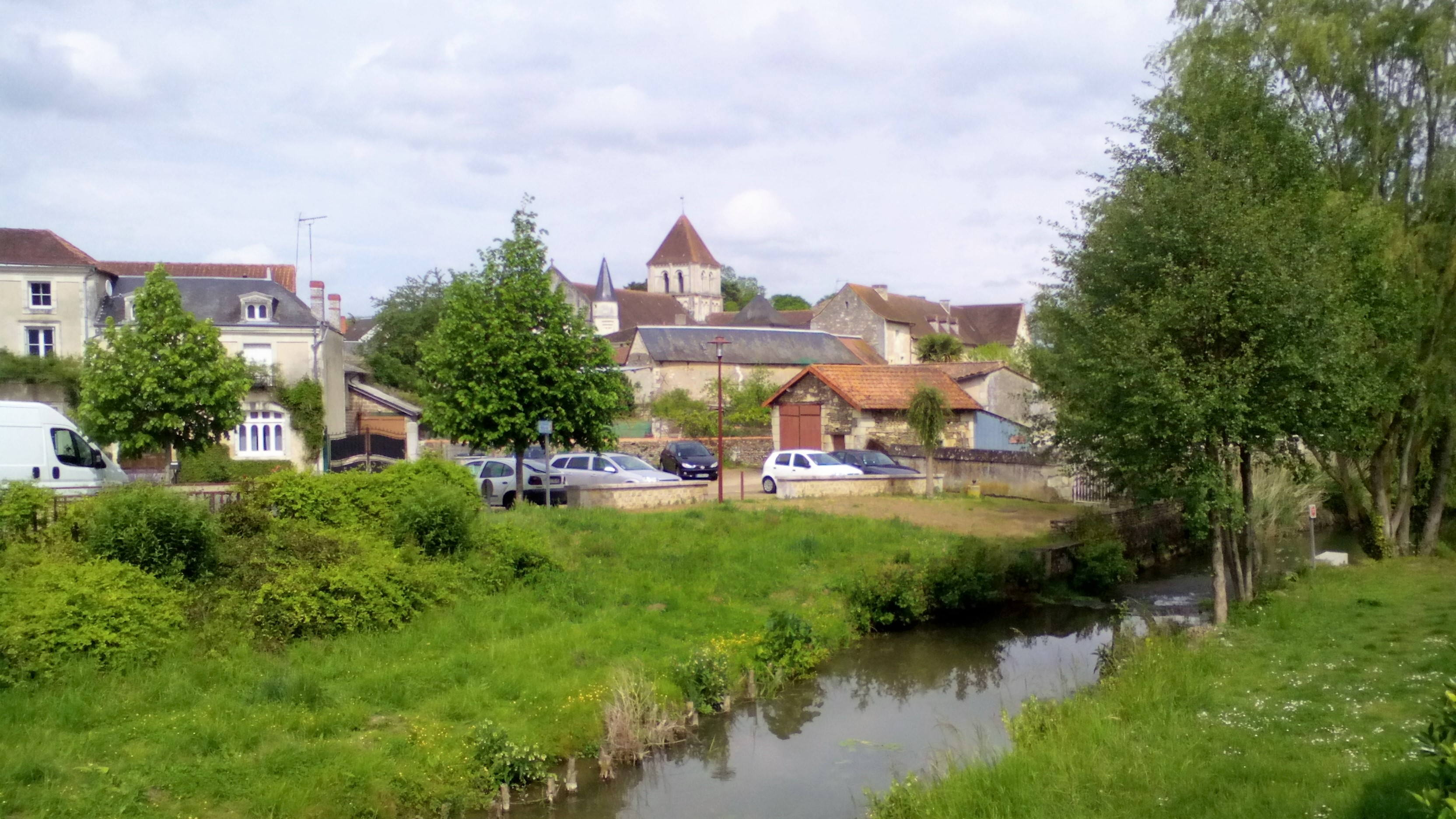
L'Envigne dans le bourg de Lencloître.

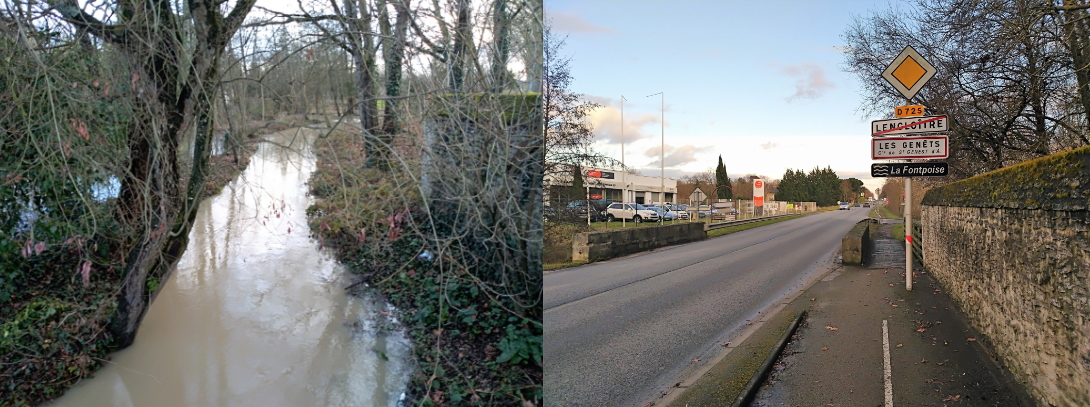
La Fontpoise, affluent de l'Envigne, séparant les communes de Lencloître et Saint-Genest-d'Ambière.

La commune est traversée par la rivière l'Envigne, affluent de la Vienne et la rivière la Fontpoise, se déversant dans l'Envigne, sépare la commune de celle de Saint-Genest-d'Ambière à l'est.

### Climat
Pour des articles plus généraux, voir Climat de la Nouvelle-Aquitaine et Climat de la Vienne.
Historiquement, la commune est exposée à un climat océanique du nord-ouest.  
En 2020, Météo-France publie une typologie des climats de la France métropolitaine dans laquelle la commune est exposée à un climat océanique altéré et est dans la région climatique  Poitou-Charentes, caractérisée par un bon ensoleillement, particulièrement en été et des vents modérés.
Pour la période 1971-2000, la température annuelle moyenne est de 11,5 °C, avec une amplitude thermique annuelle de 15,1 °C. Le cumul annuel moyen de précipitations est de 662 mm, avec 10,8 jours de précipitations en janvier et 6,4 jours en juillet. Pour la période 1991-2020, la température moyenne annuelle observée sur la station météorologique la plus proche, située sur la commune de Neuville-de-Poitou à 15,67 km à vol d'oiseau, est de 12,5 °C et le cumul annuel moyen de précipitations est de 704,6 mm,. Pour l'avenir, les paramètres climatiques de la commune estimés pour 2050 selon différents scénarios d’émission de gaz à effet de serre sont consultables sur un site dédié publié par Météo-France en novembre 2022.

## Urbanisme

### Typologie
Au 1er janvier 2024, Lencloître est catégorisée commune rurale à habitat dispersé, selon la nouvelle grille communale de densité à sept niveaux définie par l'Insee en 2022.
Elle appartient à l'unité urbaine de Lencloître, une unité urbaine monocommunale constituant une ville isolée,. Par ailleurs la commune fait partie de l'aire d'attraction de Châtellerault, dont elle est une commune de la couronne,. Cette aire, qui regroupe 44 communes, est catégorisée dans les aires de 50 000 à moins de 200 000 habitants,.

### Occupation des sols
L'occupation des sols de la commune, telle qu'elle ressort de la base de données européenne d’occupation biophysique des sols Corine Land Cover (CLC), est marquée par l'importance des territoires agricoles (64,6 % en 2018), en diminution par rapport à 1990 (66,7 %). La répartition détaillée en 2018 est la suivante : 
terres arables (38,4 %), forêts (25,1 %), zones agricoles hétérogènes (22,7 %), zones urbanisées (9,9 %), prairies (3,5 %), zones industrielles ou commerciales et réseaux de communication (0,5 %). L'évolution de l’occupation des sols de la commune et de ses infrastructures peut être observée sur les différentes représentations cartographiques du territoire : la carte de Cassini (XVIIIe siècle), la carte d'état-major (1820-1866) et les cartes ou photos aériennes de l'IGN pour la période actuelle (1950 à aujourd'hui).

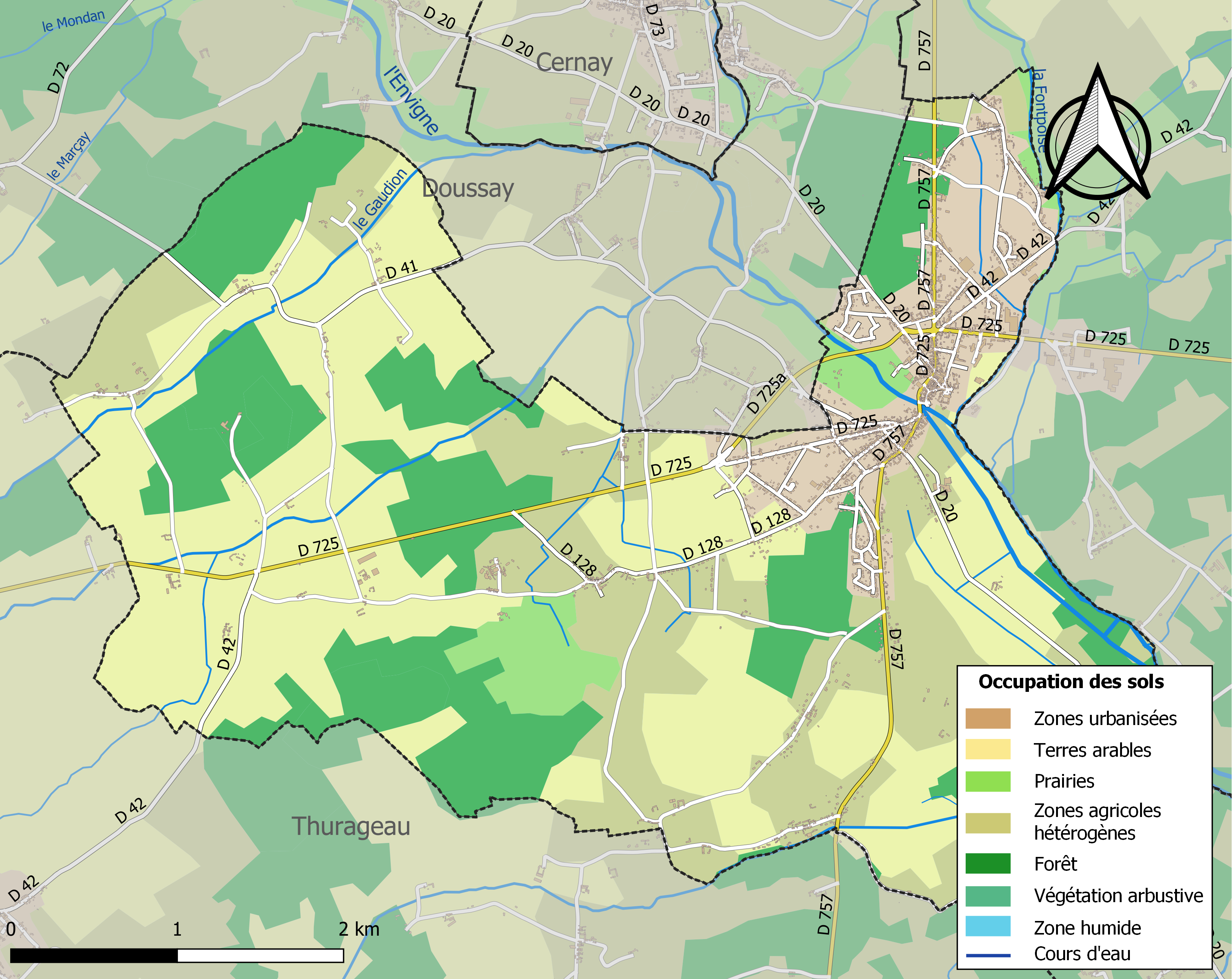
Carte des infrastructures et de l'occupation des sols de la commune en 2018 (CLC).

### Risques majeurs
Le territoire de la commune de Lencloître est vulnérable à différents aléas naturels : météorologiques (tempête, orage, neige, grand froid, canicule ou sécheresse), inondations, mouvements de terrains et séisme (sismicité modérée). Il est également exposé à un risque technologique,  le transport de matières dangereuses. Un site publié par le BRGM permet d'évaluer simplement et rapidement les risques d'un bien localisé soit par son adresse soit par le numéro de sa parcelle.

#### Risques naturels
Certaines parties du territoire communal sont susceptibles d’être affectées par le risque d’inondation par débordement de cours d'eau, notamment l'Envigne. La commune a été reconnue en état de catastrophe naturelle au titre des dommages causés par les inondations et coulées de boue survenues en 1982, 1999, 2000 et 2010,.

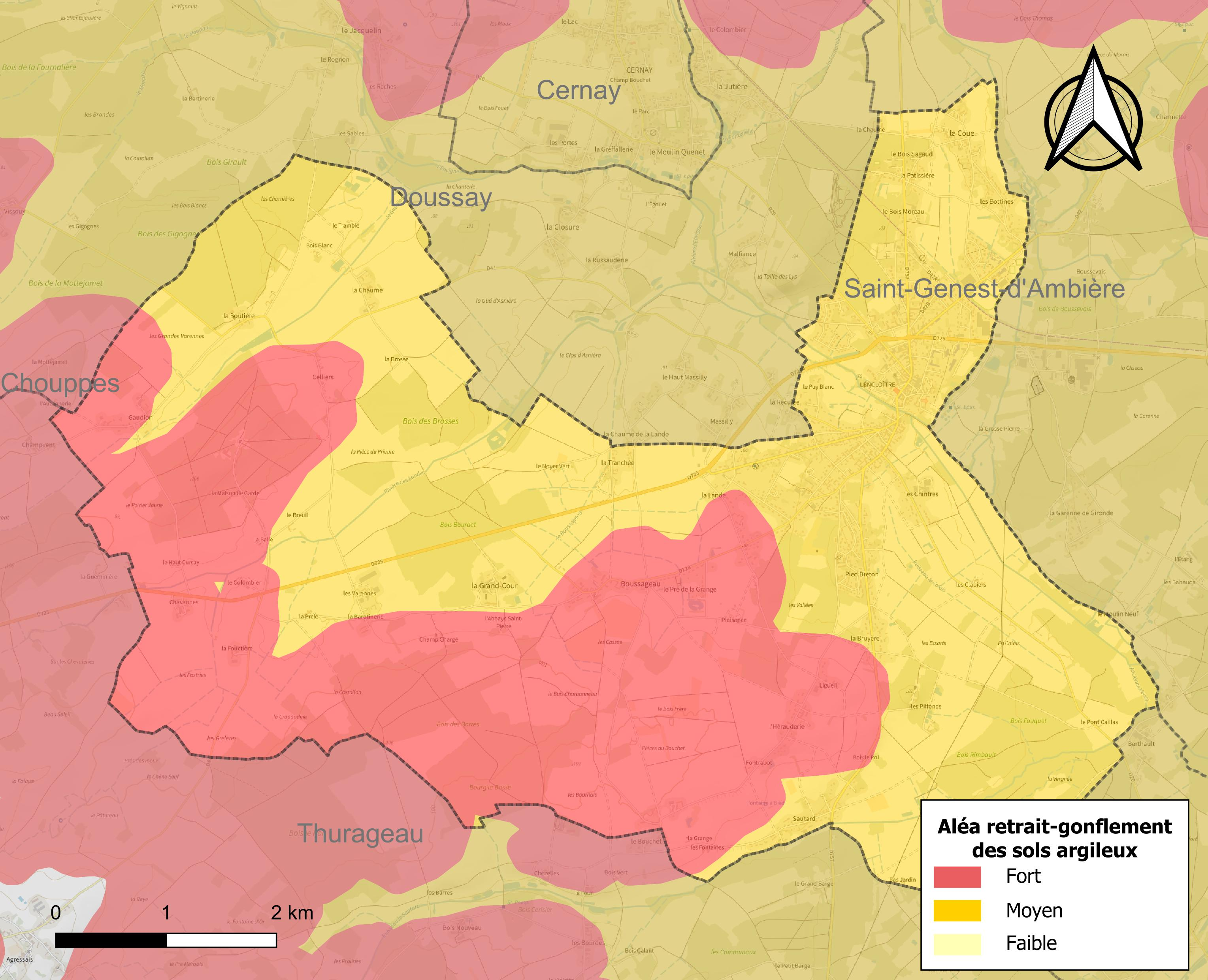
Carte des zones d'aléa retrait-gonflement des sols argileux de Lencloître.

Les mouvements de terrains susceptibles de se produire sur la commune sont des tassements différentiels. Le retrait-gonflement des sols argileux est susceptible d'engendrer des dommages importants aux bâtiments en cas d’alternance de périodes de sécheresse et de pluie. La totalité de la commune est en aléa moyen ou fort (79,5 % au niveau départemental et 48,5 % au niveau national). Depuis le 1er octobre 2020, en application de la loi ÉLAN, différentes contraintes s'imposent aux vendeurs, maîtres d'ouvrages ou constructeurs de biens situés dans une zone classée en aléa moyen ou fort,.
La commune a été reconnue en état de catastrophe naturelle au titre des dommages causés par la sécheresse en 2003 et par des mouvements de terrain en 1999 et 2010.

## Toponymie
Le nom du bourg dérive du cloître de l'abbaye fondée par Robert d'Arbrissel en 1109.
Du mot latin Claustrum, « clôture, enclos », à l'origine de « cloître » et de l'ancien mot composé encloître.

## Histoire
Au XIIe siècle,un prieuré est érigé, dépendant de l'ordre de Fontevrault fondé au XIIe siècle par Robert d'Arbrissel (vers 1047- vers 1117). Le prieuré comme toute fondation nouvelle dépendait directement de l'abbaye mère. Le prieuré comprenait au moins un couvent de moines et un couvent de moniales : de là vient le nom de Lencloître : les cloîtres.
Comme de nombreuses autres, la commune de Boussageau accueille favorablement les avancées de la Révolution française. Elle plante ainsi son arbre de la liberté, symbole de la Révolution. Il devient le lieu de ralliement de toutes les fêtes et des principaux événements révolutionnaires, mais il est abattu et brûlé à la fin de la décennie révolutionnaire, en juillet 1799, au moment de la réaction royaliste. Replanté immédiatement, il est à nouveau abattu au début de l’année 1800.
La commune de Lencloître est créée en 1822, par détachement du village de Lencloître de la commune de Saint-Genest-d'Ambière, et fusion de la nouvelle commune créée avec celle de Boussageau. Lencloître devient par la même occasion chef-lieu de canton et remplace sa voisine de Saint-Genest-d'Ambière.
Le 31 janvier 1944, les quatre membres de la famille juive réfugiés à Lencloître ont été arrêtés sur l'ordre de l'occupant allemand dans le cadre de la grande rafle de la région de Poitiers. Envoyés au camp de la route de Limoges à Poitiers, ils furent ensuite transportés en train jusqu'à Drancy avant d'être déportés à Auschwitz par le convoi 68. Ils ont été gazés dès l'arrivée. Il s'agissait de Mathilde Aron (née en 1867), Marthe Aron née Bloch (née en 1906), Jean-Jacques Aron (né en 1931) et Guy Aron né en 1938. Leur histoire a été rapportée dans Evelyne Bloch-Dano, La Biographe, Paris, Grasset, coll. Le Livre de Poche, 2007  (ISBN 978-2253122517).
Un arbre de la liberté a été planté en 1948, pour célébrer le centenaire de la Révolution française de 1848. Ce marronnier existe toujours en 1988, place de la Liberté.

## Politique et administration
La commune de Boussageau, créée au moment de la Révolution est rattachée à la nouvelle commune de Lencloître en 1822. Cette dernière étant auparavant un village de la commune de Saint-Genest-d'Ambière.

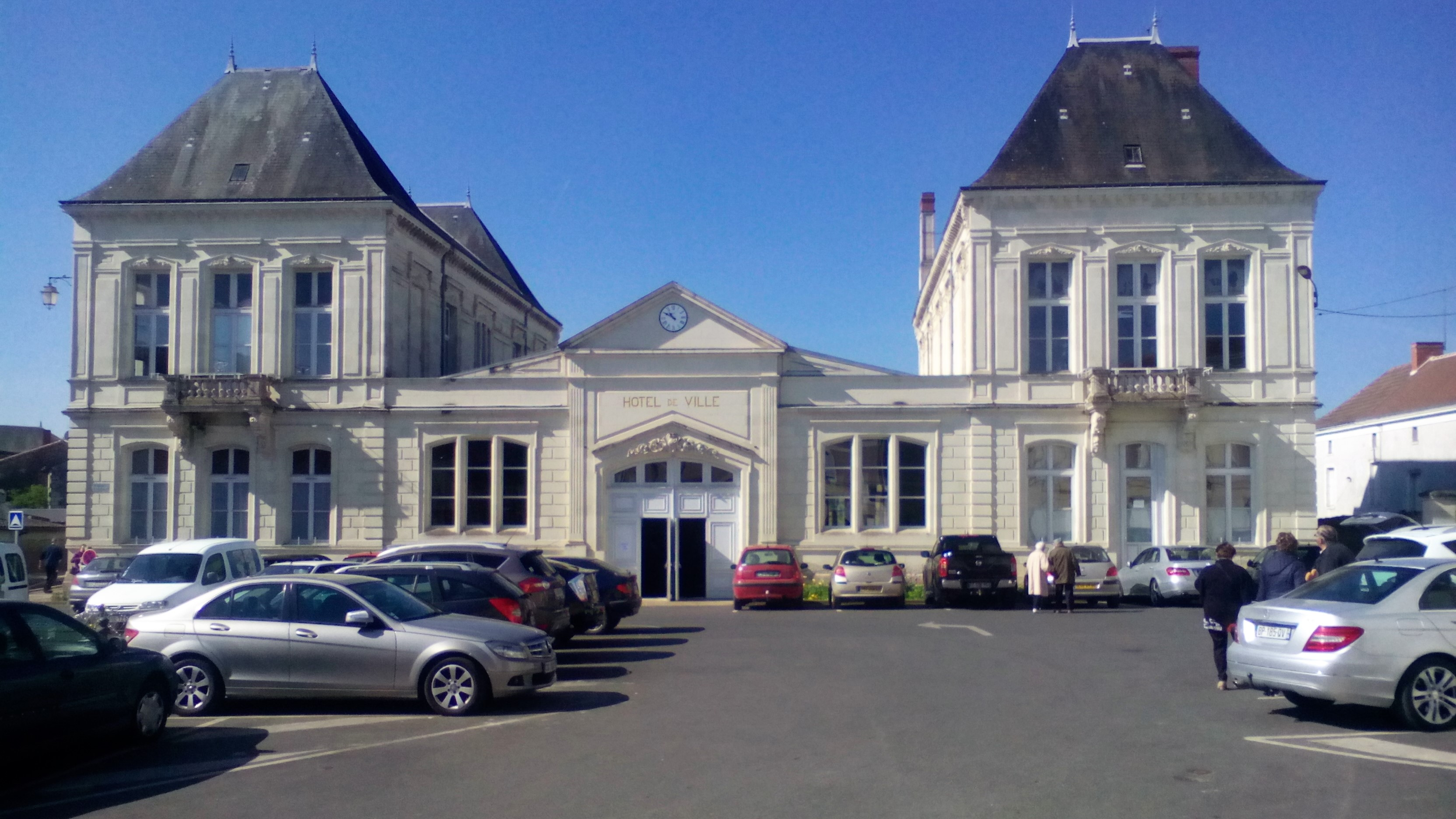
L'hôtel de ville de Lencloître, place du Général Pierre, le 23 avril 2017.

L'actuel hôtel de ville, construit entre 1865 et 1869 pendant la mandature de M. Montaubin, était destiné à accueillir la mairie (salle du conseil et secrétariat), la salle de justice de paix, les salles d’asile (école de filles) et des logements (garde champêtre).

### Intercommunalité
Lencloître est rattachée à la communauté de communes du Lencloîtrais et depuis le 1er janvier 2017 à la communauté d'agglomération de Grand Châtellerault.

### Instances judiciaires et administratives
La commune relève du tribunal d'instance de Poitiers, du tribunal de grande instance de Poitiers, de la cour d'appel  de Poitiers, du tribunal pour enfants de Poitiers, du conseil de prud'hommes de Poitiers, du tribunal de commerce de Poitiers, du tribunal administratif de Poitiers et de la cour administrative d'appel  de  Bordeaux,  du tribunal des pensions de Poitiers, du tribunal des affaires de la Sécurité sociale de la Vienne, de la cour d’assises de la Vienne.

### Services publics
Les réformes successives de La Poste ont conduit à la fermeture de nombreux bureaux de poste ou à leur transformation en simple relais. Toutefois, la commune a pu maintenir le sien.

### Politique environnementale
Dans son palmarès 2024, le Conseil national de villes et villages fleuris de France a attribué deux fleurs à la commune.

## Démographie
L'évolution du nombre d'habitants est connue à travers les recensements de la population effectués dans la commune depuis 1831. Pour les communes de moins de 10 000 habitants, une enquête de recensement portant sur toute la population est réalisée tous les cinq ans, les populations de référence des années intermédiaires étant quant à elles estimées par interpolation ou extrapolation. Pour la commune, le premier recensement exhaustif entrant dans le cadre du nouveau dispositif a été réalisé en 2006.

En 2022, la commune comptait 2 490 habitants, en évolution de +1,34 % par rapport à 2016 (Vienne : +0,6 %, France hors Mayotte : +2,11 %).
| 1831  | 1836  | 1841  | 1846  | 1851  | 1856  | 1861  | 1866  | 1872  |
| ----- | ----- | ----- | ----- | ----- | ----- | ----- | ----- | ----- |
| 1 341 | 1 357 | 1 422 | 1 522 | 1 763 | 1 741 | 1 784 | 1 871 | 1 939 |

| 1876  | 1881  | 1886  | 1891  | 1896  | 1901  | 1906  | 1911  | 1921  |
| ----- | ----- | ----- | ----- | ----- | ----- | ----- | ----- | ----- |
| 1 908 | 2 114 | 2 063 | 1 993 | 2 006 | 1 990 | 1 948 | 1 872 | 1 739 |

| 1926  | 1931  | 1936  | 1946  | 1954  | 1962  | 1968  | 1975  | 1982  |
| ----- | ----- | ----- | ----- | ----- | ----- | ----- | ----- | ----- |
| 1 693 | 1 677 | 1 668 | 1 794 | 1 720 | 1 696 | 1 754 | 1 871 | 2 082 |

| 1990  | 1999  | 2006  | 2011  | 2016  | 2021  | 2022  | - | - |
| ----- | ----- | ----- | ----- | ----- | ----- | ----- | - | - |
| 2 222 | 2 253 | 2 322 | 2 507 | 2 457 | 2 482 | 2 490 | - | - |

En 2008, selon l’Insee, la densité de population de la commune était de 126 hab./km2 contre 61 hab./km2 pour le département, 68 hab./km2 pour la région Poitou-Charentes et 115 hab./km2 pour la France.

## Économie

### Foires et commerces
Une célèbre foire mensuelle a lieu le premier lundi de chaque mois depuis le XIXe siècle. Elle a lieu sur la place du Champ-de-Foire.

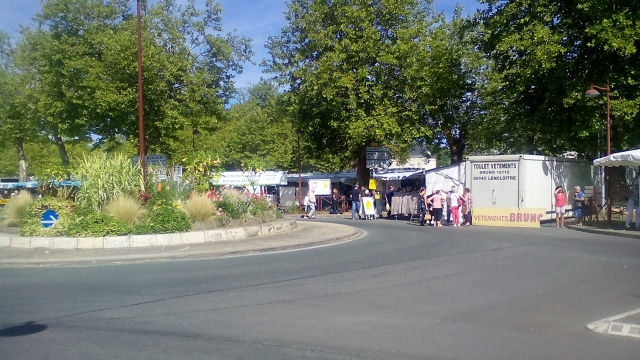
Champ de foire de Lencloître, le 7 août 2017

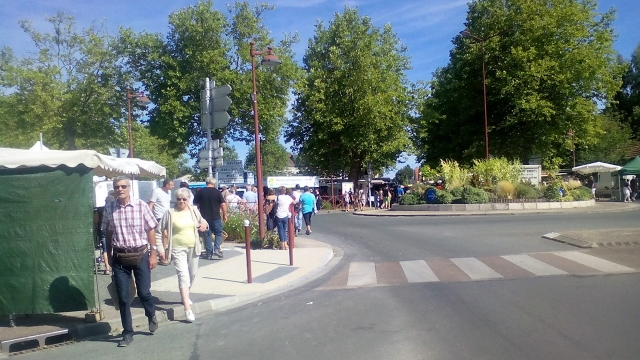
Champ de foire de Lencloître, le 7 août 2017, foire mensuelle

### Jumelage
Otzberg (Allemagne) depuis 1983.

### Agriculture
Selon la direction régionale de l'Alimentation, de l'Agriculture et de la Forêt de Poitou-Charentes, il n'y a plus que 20 exploitations agricoles en 2010 contre 35 en 2000.
Les surfaces agricoles utilisées ont diminué et sont passées de 1 708 hectares en 2000 à 1 271 hectares en 2010. 38 % sont destinées à la culture des céréales (blé tendre essentiellement mais aussi orges et maïs), 14 % pour les oléagineux (tournesol) et 23 % pour le fourrage. En 2010,9 hectares (21 en 2000) sont consacrés à la vigne.
Six exploitations en 2010 (contre sept en 2000) abritent un élevage de bovins (755 têtes en 2010 contre 746 têtes en 2000). Les élevages d'ovins et de volailles ont disparu en 2010.

## Culture locale et patrimoine

### Lieux et monuments

#### La patrimoine religieux
- Église Notre-Dame de Lencloître, du XIIe siècle.  Classé MH (1908)[34]
- Prieuré Notre-Dame de Lencloître est inscrit comme Monument Historique pour son portail depuis 1962 et pour ses façades, sa toiture de l'aile sud, son escalier et ses cheminées depuis 1990.
- Oratoire de Boussageau. L'ancienne église paroissiale du bourg était située au hameau de Boussageau qui était le chef-lieu de la commune. Elle fut saccagée et incendiée par les révolutionnaires en 1793. C'est Lencloître qui devint en 1805 la paroisse. De cette ancienne église, il ne subsiste encore que cet oratoire. Il abrite une vieille statue en bois représentant la Vierge. Elle se trouvait dans une niche du mur de l'ancienne église[35].

#### Le  patrimoine civil
. 

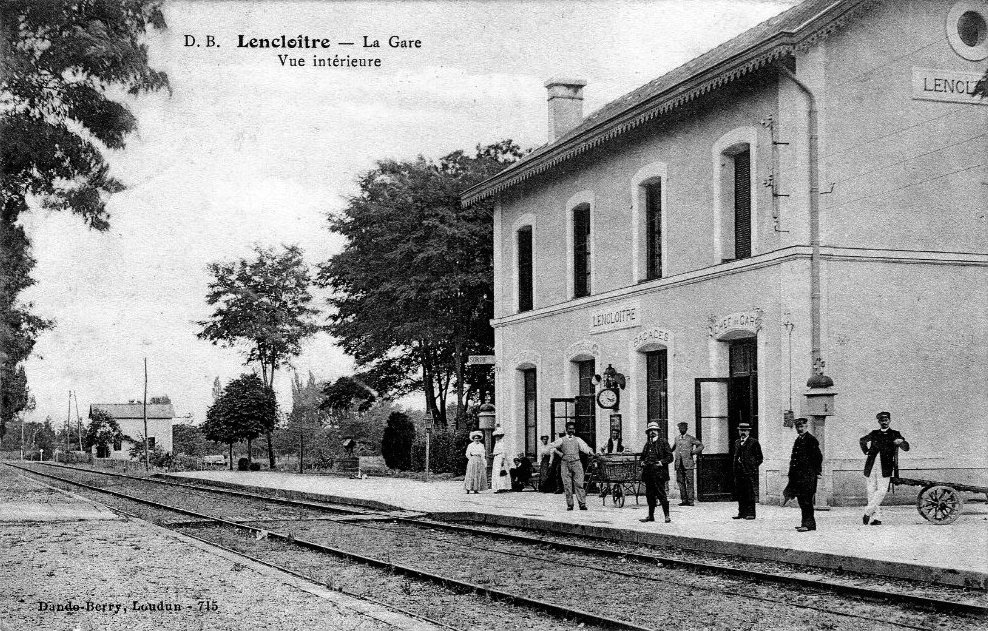
L'ancienne gare de Lencloître en 1900

- L'hôtel de ville a été construit par M. de Montaubin, propriétaire du château de la Grand-Cour et maire de la commune de Lencloître au XIXe siècle.
- L'ancienne gare a été construite en 1885. Située rue de Champ-Ballan, elle était la plus importante de la ligne de Loudun à Châtellerault par son trafic de passagers et de marchandises.
- Le château et le parc du Pontreau, situé au 14 rue Saint-Exupéry, route de Châtellerault à Lencloître, fut construit au début du XIXe siècle sur un terrain ayant appartenu autrefois au couvent. Au milieu du XXe siècle un patronage catholique, l'association locale l' « Etoile Notre-Dame », acquiert cette propriété qu’elle transforme en maison de retraite. Cette association œuvrait pour la gymnastique, le cinéma et la musique[36]. En 2008, les pensionnaires rejoignent un EHPAD plus moderne construit près du parc du château. Le château et ses dépendances accueillit le siège social de la communauté de communes du Lencloîtrais dans les années 2000 et cela jusqu'en 2017, date à laquelle, l'ancien Sivom de Lencloître fut rattaché à la communauté d'agglomération de Grand Châtellerault.
- Le château de Picol. Il a été construit au XIXe siècle au lieu-dit de Picol. Le château possède des fenêtres à meneaux. Il est entouré d'un parc paysager.
- Le château de Marsay, situé à l'ouest de Lencloître dont les communs datent du XVIIe siècle.
- La fuie (pigeonnier) de la Tour de Ry, située à l'ouest de Lencloître, date des XVe et XVIe siècles.
- Le château de la Boutière. Il date du XIXe siècle. Il est situé au lieu-dit La Boutière. Avant la crise du phylloxera, un important vignoble entourait la propriété.
- Le château de la Grand-Cour. Il a été édifié en 1821 au lieu-dit La Grand-Cour. Il se compose d'un corps principal avec des vitraux qu'entourent deux pavillons.
- Le château de Cursay. C'est une riche propriété qui a été construite au XIXe siècle au lieu-dit Cursay. Elle a été en partie détruite en 1960 par un incendie. La chapelle dépendait du château.
- Le Chai de la Chaume est un bâtiment construit en pierre de Tuffeau au XIXe siècle. C'est un témoin de l'époque où la viticulture était importante autour de Lencloître. Le phylloxera a mis un terme à cette activité.

### Personnalités liées à la commune
- Armando Ghidoni, compositeur, dont la salle de saxophone du conservatoire de musique porte le nom depuis juillet 2004[37].

### Héraldique
| Blason | Blasonnement : D'azur au lion d'or. |

### Jumelage
- Otzberg (Allemagne) depuis 1980.